# Pseudocellus alux
Espèce
Pseudocellus alux est une espèce de ricinules de la famille des Ricinoididae.

## Distribution
Cette espèce est endémique du département de Sacatepéquez au Guatemala. Elle se rencontre à San Lucas Sacatepéquez sur le Cerro Alux.

## Description
Le mâle holotype mesure 3,9 mm.

## Étymologie
Son nom d'espèce lui a été donné en référence au lieu de sa découverte, le Cerro Alux.

## Publication originale
- Armas & Agreda, 2016 : Una nueva especie de Pseudocellus (Ricinulei: Ricinoididae) del suroeste de Guatemala. Revista Ibérica de Aracnología, no 28, p. 79–83.